# Saxifraga callosa
Saxifraga callosa là một loài thực vật có hoa trong họ Saxifragaceae. Loài này được Sm. miêu tả khoa học đầu tiên năm 1791.